# John Konchar
John Konchar (ur. 22 marca 1996 w West Chicago) – amerykański koszykarz, występujący na pozycji rzucającego obrońcy, aktualnie zawodnik zespołu Memphis Grizzlies.

## Osiągnięcia
Stan na 22 września 2023, na podstawie, o ile nie zaznaczono inaczej.

### NCAA
- Uczestnik turnieju Portsmouth Invitational Tournament (2019)
- Mistrz sezonu regularnego Ligi Summit (2016)
- Zaliczony do:
  - I składu:
    - Ligi Summit (2016–2019)
    - turnieju Ligi Summit (2018, 2019)
    - najlepszych nowo-przybyłych zawodników Ligi Summit (2016)
    - Division I-AAA ADA Scholar-Athlete (2019)

  - składu CollegeInsider.com Lou Henson All-America (2018, 2019)
- Sportowiec miesiąca Ligi Summit (grudzień 2018)
- 8-krotny zawodnik tygodnia Ligi Summit
- Lider Ligi Summit w:
  - średniej:
    - asyst (4,7 – 2018, 5,4 – 2019)
    - zbiórek (9,2 – 2016)
    - przechwytów (2,5 – 2018, 2 – 2019)

  - liczbie:
    - zbiórek (312 – 2016, 288 – 2017)
    - asyst (156 – 2018, 179 – 2019)
    - przechwytów (81 – 2018, 65 – 2019)

  - skuteczności rzutów z gry (63,7% – 2017, 54,6% – 2019)